# 塔爾尼茨河
53°13′10″N 11°43′39″E / 53.21941°N 11.72753°E

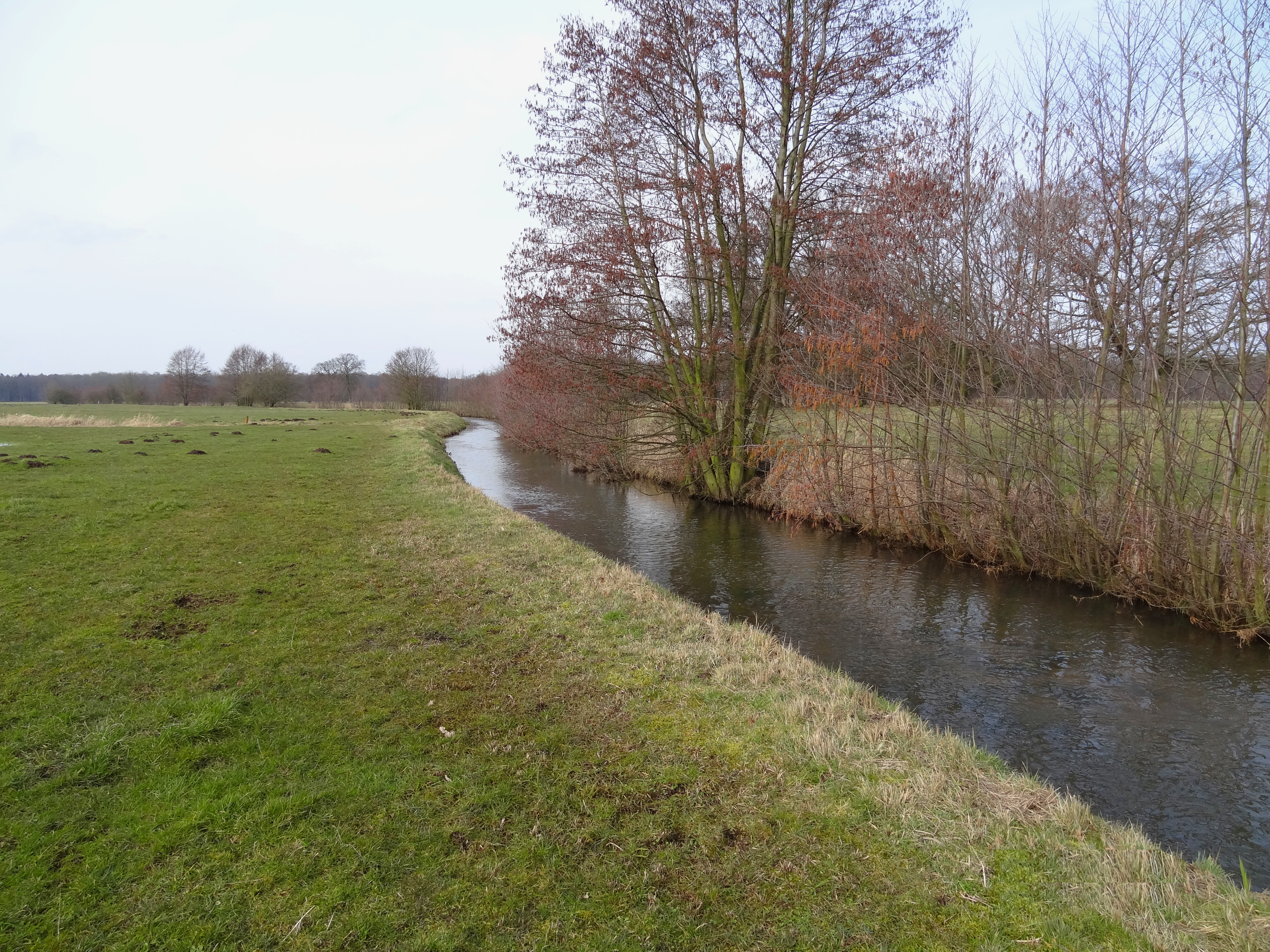

塔爾尼茨河（德語：Tarnitz，發音：[ˈtaʁnɪts]）是德國梅克倫堡-前波美拉尼亞州的河流，位於該國東北部，屬於勒克尼茨河的支流，河口處在卡尔施泰特附近。